# Лепча (письмо)
Письмо лепча (также известно как ронг или ронг-ринг) — абугида, используемая в языке лепча. Особенность письма заключается в том, что слоговые окончания записываются диакритическими знаками.

## История
Письмо лепча является производным от тибетского письма, возможно, с влиянием бирманского письма. Традиция приписывает его создание чогьялу Сиккима Чакдору Намгьялу, правившему с 1700 по 1717 год. По другой традиции, письмо было создано сиккимским учёным и религиозным деятелем Тикунгом Меном Салонгом в XVII веке. В ранних рукописях лепча писали сверху вниз, очевидно, под влиянием китайского письма. Позже, хотя перешли на горизонтальный способ письма, буквы сохранили свою ориентацию, и тем самым повёрнуты на 90 градусов по отношению к своим тибетским прототипам. Это нашло отражение в необычном наборе концевых согласных. Поворот, по-видимому, произошёл в XVIII веке.
Письмо использовалось в прошлом, на нём были изданы книги. В конце XIX и начале XX веков оно пережило краткий период расцвета. Предположительно, в настоящее время оно не используется.

Письмо лепча. В левой колонке начальные согласные, во второй гласные, в третьей конечные согласные.

## Типология
В настоящее время на лепча пишут слева направо, однако исторически изменение направления письма с вертикального на горизонтальное привело к тому, что восемь конечных согласных из лигатур (соединения букв) превратились в наложенные диакритические знаки.
Как и в других письменностях на основе брахми, короткая гласная /-a/ не имеет буквенного обозначения; другие гласные обозначаются диакритическими знаками перед (/-i, -o/), после (/-ā, -u/) или под (/-e/) начальной согласной. В то же время знак долготы, равно как и любой диакритический знак конечной согласной, пишется над начальной буквой, и сливается с /-o/ и /-u/ (при слиянии как /-ō/ он располагается под конечной согласной). Для начальных гласных нет отдельных букв, и они обозначаются диакритическим знаком над похожей на & буквой нулевого согласного.
Для средних /-y-/ и /-r-/ существуют постпозиционные диакритические знаки, которые могут сочетаться (krya). Вместе с этим, для среднего /-l-/ имеется семь комбинированных букв. Например, имеется специальная буква для /kla/, которая не похожа на букву /ka/. (с помощью простого диакритического знака пишется только сочетание /gla/).
Одна из конечных букв, /-ŋ/, является исключением из этих правил. Во-первых, в отличие от других букв, конечное /-ŋ/ пишется слева от начальной согласной, а не сверху, появляясь даже перед стоящим перед буквой знаком гласной (например, /kiŋ/ записывается как «ngik»). Во-вторых, перед /-ŋ/ нет присущей гласной, и даже краткое /-a-/ должно писаться особым диакритическим знаком, похожим на повёрнутый на 180° вокруг согласной буквы диакритический знак долгого /-ā/ (например, /kaŋ/ пишется как «ngak», а не как «kng», как следовало бы из общего правила).
Письмо использует самостоятельные обозначения для цифр, в десятичной системе счисления.

## Юникод
Письмо было включено в Юникод с выходом версии 5.1 в апреле 2008 года. Выделенный для лепчи диапазон: U+1C00-U+1C4F:
| Лепча Официальная таблица символов Консорциума Юникода (PDF) |   |   |   |   |   |   |   |   |   |   |   |   |   |   |   |   |
|                                                              | 0 | 1 | 2 | 3 | 4 | 5 | 6 | 7 | 8 | 9 | A | B | C | D | E | F |
| U+1C0x                                                       | ᰀ | ᰁ | ᰂ | ᰃ | ᰄ | ᰅ | ᰆ | ᰇ | ᰈ | ᰉ | ᰊ | ᰋ | ᰌ | ᰍ | ᰎ | ᰏ |
| U+1C1x                                                       | ᰐ | ᰑ | ᰒ | ᰓ | ᰔ | ᰕ | ᰖ | ᰗ | ᰘ | ᰙ | ᰚ | ᰛ | ᰜ | ᰝ | ᰞ | ᰟ |
| U+1C2x                                                       | ᰠ | ᰡ | ᰢ | ᰣ | ᰤ  | ᰥ  | ᰦ  | ᰧ  | ᰨ  | ᰩ  | ᰪ  | ᰫ  | ᰬ  | ᰭ  | ᰮ  | ᰯ  |
| U+1C3x                                                       | ᰰ  | ᰱ  | ᰲ  | ᰳ  | ᰴ  | ᰵ  | ᰶ  | ᰷  |   |   |   | ᰻ | ᰼ | ᰽ | ᰾ | ᰿ |
| U+1C4x                                                       | ᱀ | ᱁ | ᱂ | ᱃ | ᱄ | ᱅ | ᱆ | ᱇ | ᱈ | ᱉ |   |   |   | ᱍ | ᱎ | ᱏ |